# Arês (kommun)
Arês är en kommun i Brasilien.   Den ligger i delstaten Rio Grande do Norte, i den östra delen av landet, 1 700 km nordost om huvudstaden Brasília. Antalet invånare är 12 931.
Följande samhällen finns i Arês:
- Arês

Trakten runt Arês består till största delen av jordbruksmark. Runt Arês är det ganska tätbefolkat, med 86 invånare per kvadratkilometer.